# L'Homme qui me ressemble
Albums de Damien Robitaille
Damien
(2002) Homme autonome
(2009)
L'Homme qui me ressemble est le deuxième album de l'auteur-compositeur-interprète franco-ontarien Damien Robitaille publié le 16 octobre 2006 sur le label québécois Audiogram.

## Historique
Second opus de Damien Robitaille, mais considéré comme le premier album majeur de l'artiste paru sur un grand label, L'Homme qui me ressemble est le disque d'une future trilogie utilisant le mot Homme dans leurs titres. Cet album reprend plusieurs chansons parues sur l'EP Damien Robitaille (2005) produit grâce à sa victoire dans le concours des Francouvertes.

## Liste des titres de l'album
1. Mètres de mon être – 4 min 14 s
2. Je tombe – 2 min 04 s
3. Cercles – 3 min 33 s
4. Rouge-gorge – 3 min 14 s
5. Voyeur planétaire – 4 min 02 s
6. L'Homme qui me ressemble – 3 min 13 s
7. Tous les sujets sont tabous – 3 min 13 s
8. Mon atlas – 2 min 47 s
9. Astronaute – 3 min 30 s
10. Amnésie sélective – 4 min 35 s
11. Porc-épic – 2 min 52 s
12. Électrique – 3 min 30 s
13. Sexy séparatiste – 2 min 48 s
14. Dans l'horizon, je vois l'aube – 2 min 31 s

## Accueil de la critique
L'album est très bien accueilli par le quotidien Le Devoir qui considère que Damien Robitaille, après un album autoproduit très original, ne s'est pas perdu en signant pour une major, Audiogram, produisant un disque « formidable [avec] un notable raffinement dans l'orchestration et une accentuation de la présence [du chanteur] ».

## Distinctions
- Gala de l'ADISQ Prix Félix 2007[3] :
  - nomination « Album folk contemporain de l'année »
  - nomination « Auteur ou compositeur de l'année »
  - nomination « Révélation de l'année »
  - nomination « Arrangeur de l'année » pour Jean-François Lemieux, Simon Godin, Alexis Martin et Damien Robitaille
- Prix Juno 2008 : nomination dans la catégorie « Album francophone de l'année »[4]